# Carlos Veglio
Carlos Veglio (Buenos Aires, 27 agosto 1946) è un ex calciatore argentino, di ruolo attaccante.
Ha vinto 4 titoli argentini con il San Lorenzo, prima di passare al Boca Juniors: 2 titoli nel solo 1976, poi Libertadores e Intercontinentale 1977 prima di un'altra Libertadores nel 1978. L'anno dopo è ceduto in prestito all'Universidad Catolica di Quito, quindi torna ai Xeneizes. Gioca anche in Messico e Paraguay, in seguito chiude la carriera in patria.

## Palmarès

### Competizioni nazionali
- Campionato argentino: 6

San Lorenzo: Metropolitano 1968, Metropolitano 1972, Nacional 1972, Nacional 1974
Boca Juniors: Metropolitano 1976, Nacional 1976

### Competizioni internazionali
- Coppa Libertadores: 2

Boca Juniors: 1977, 1978
- Coppa Intercontinentale: 1

Boca Juniors: 1977